# NGC 634
NGC 634 je spirální galaxie v souhvězdí Trojúhelníku. Její zdánlivá jasnost je 13,0m a úhlová velikost 2,1′ × 0,6′. Je vzdálená 226 milionů světelných let. Galaxii objevil 26. října 1876 Édouard Stephan.

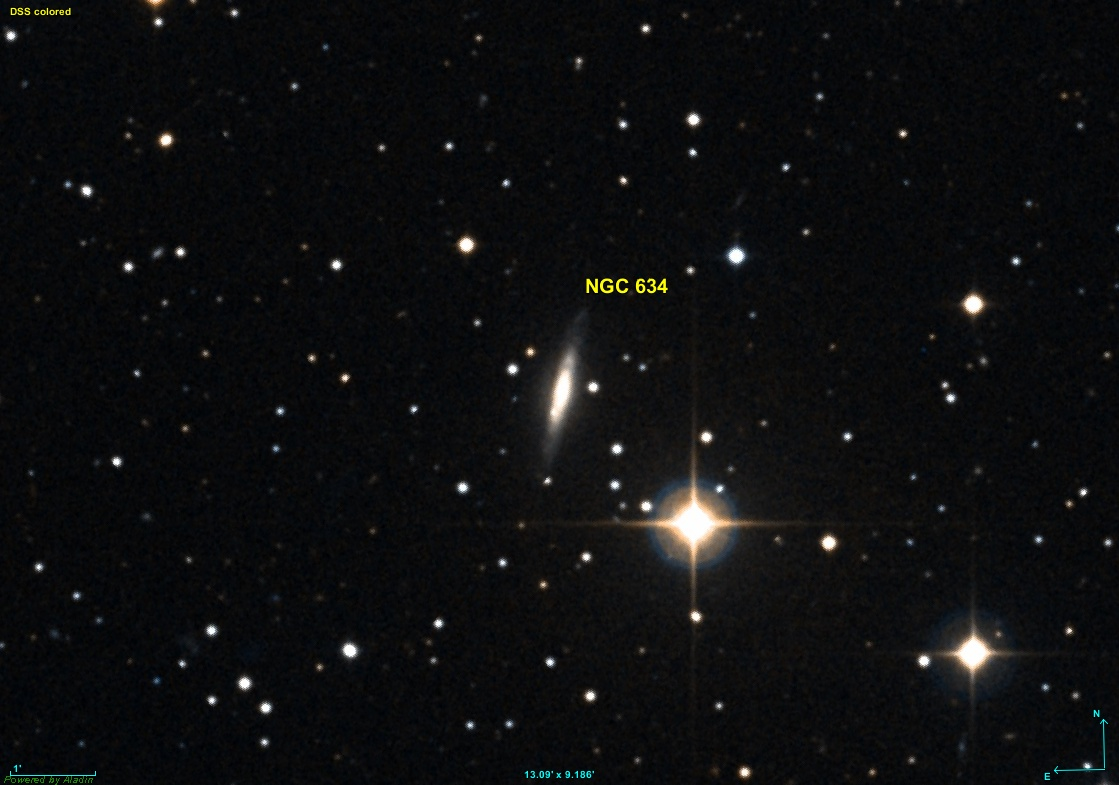
NGC 634 (SDSS)